# 马法尔达
马法尔达（義大利語：Mafalda），是意大利坎波巴索省的一个市镇。总面积32平方公里，人口1329人，人口密度41.5人/平方公里（2009年）。ISTAT代码为070036。